# Codon d'initiation

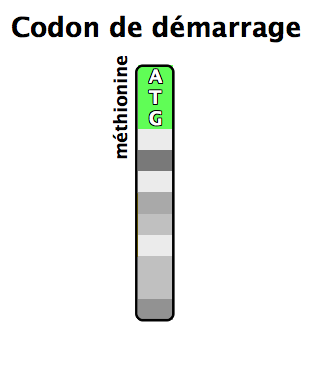
Le codon qui, dans la vaste majorité des cas, démarre la traduction d'une protéine sur l'ARN messager.

Le codon d'initiation, codon de démarrage ou codon-start est un triplet de nucléotides qui dirige l'initiation de la traduction protéique. Le codon d'initiation signale le début du message génétique sur un ARNm. 
Chez les eucaryotes, ce codon est presque exclusivement le triplet AUG qui code une méthionine (Met). 
Chez les procaryotes, le codon d'initiation est également AUG mais peut parfois être remplacé par le codon GUG et plus rarement UUG. Chez Escherichia coli, par exemple, sur 4288 gènes identifiés, 3542 débutent par un AUG, 612 par GUG et 130 par UUG (et 4 cas particuliers ou incertains). Quel que soit le codon d’initiation utilisé (AUG, GUG ou UUG), le premier acide aminé incorporé est toujours une N-formylméthionine (fMet) chez les eubactéries. Il s'agit d'une méthionine dont le groupe aminé est formylé.

## Description

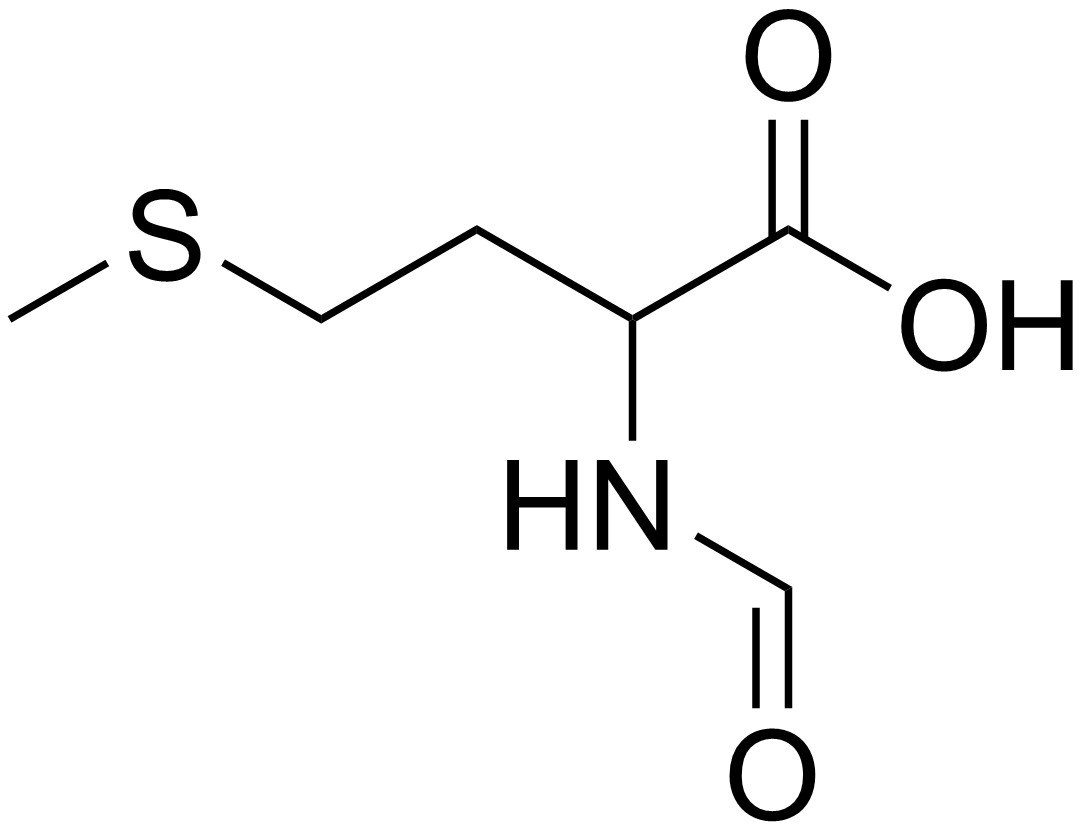
Structure de la N-formylméthionine, qui est incorporée au niveau du codon de démarrage chez les bactéries

Sur le brin sens (Coding strand) de l'ADN, la séquence du codon d'initiation est ATG. Chez les eucaryotes, les nucléotides entourant le triplet initiateur ATG sont souvent bien conservés et constituent une séquence nommée séquence de Kozak, dont le consensus varie suivant les espèces. Chez les vertébrés où elle a été observée la première fois, cette séquence est 5’- GCCGCCRCCATGG-3’ où R est une purine (adénine ou guanine), elle permet l'association de l'ARNm sur la petite sous-unité du ribosome. À noter que G, en position +4, fait aussi partie de cette séquence. La différenciation entre un triplet initiateur et un triplet codant une méthionine au sein de la chaîne peptidique est favorisée par cette séquence. Chez les procaryotes la séquence consensus qui permet la fixation de l'ARNm sur la petite sous-unité du ribosome est la séquence Shine-Dalgarno. La séquence de Shine-Dalgarno (5’- AGGAGG -3’) est située entre 6 et 12 bases en amont du codon AUG de l'ARNm.
Cette séquence est particulièrement utile sur des ARNm polycistroniques, c'est-à-dire des ARNm codant plusieurs protéines. Elle permet en effet la reconnaissance sélective des codons AUG de démarrage correspondants aux différents cadres ouverts de lecture (ORF) présents sur l'ARNm. Elle est située en amont de chaque codon de démarrage et est complémentaire de l'ARNr 16S. Comme nous l'avons vu plus haut, la méthionine codée par le codon de démarrage est formylée sur le groupement amin. Il existe donc deux types d'ARNt pour la méthionine selon qu'elle est initiale ou interne. Dans ce dernier cas, elle n'est pas formylée.
La méthionine codée par le codon d'initiation est souvent excisée juste après la synthèse de la chaîne peptidique par une enzyme appelée méthionine aminopeptidase.

## Dénomination
L'anglicisme codon start est à éviter dans la mesure où le terme français est largement répandu dans la littérature scientifique francophone.